# Coupe du pays de Galles de football 2010-2011
Navigation
Coupe du pays de Galles 2009-2010 Coupe du pays de Galles 2011-2012
La coupe du pays de Galles de football 2010-2011 est la 124e édition de la coupe du pays de Galles de football.
Mettant aux prises 158 équipes galloises de football, elle débute le 14 août 2010 et se termine par une finale organisée le 7 mai 2011 et remportée par le Llanelli AFC 4 buts à 1 contre Bangor City. Le vainqueur de l'épreuve se qualifie pour le premier tour de qualification de la Ligue Europa 2011-2012.

## Quatrième tour
Le quatrième tour est joué les 29 janvier 2011.
| Équipe accueillant            | Score      | Équipe visiteuse     |
| ----------------------------- | ---------- | -------------------- |
| Bangor City                   | 5-3        | Haverfordwest County |
| Carmarthen Town               | 2-3 (a.p.) | Gap Connah's Quay    |
| Cefn Druids AFC               | 1-4        | Llanelli AFC         |
| Cardiff Grange Harlequins AFC | 1-0        | Bridgend Town        |
| Port Talbot Town              | 3-0        | Caersws              |
| Rhos Aelwyd                   | 1-6        | Prestatyn Town       |
| Rhyl                          | 1-2        | The New Saints       |
| UWIC Inter Cardiff            | 4-1        | Bala Town            |

## Quarts de finale
Les quarts de finale sont joués les 29 février et 5 mars 2011.
| Équipe accueillant | Score      | Équipe visiteuse              |
| ------------------ | ---------- | ----------------------------- |
| Gap Connah's Quay  | 4-0        | UWIC Inter Cardiff            |
| Llanelli AFC       | 1-0        | Prestatyn Town                |
| Port Talbot Town   | 0-3        | Bangor City                   |
| The New Saints     | 2-0 (a.p.) | Cardiff Grange Harlequins AFC |

## Demi-finales
Les demi-finales sont jouées le 9 avril 2011.
| Équipe accueillant | Score | Équipe visiteuse  |
| ------------------ | ----- | ----------------- |
| Bangor City        | 1-0   | Gap Connah's Quay |
| The New Saints     | 0-1   | Llanelli AFC      |

## Finale
La finale est jouée le 8 mai 2011 au Parc y Scarlets, stade de football de l'équipe de Llanelli.
| Équipe accueillant | Score | Équipe visiteuse |
| ------------------ | ----- | ---------------- |
| Bangor City        | 1-4   | Llanelli AFC     |

### Détails de la finale
| 8 mai 2011   | Bangor City   | 1 - 4 | Llanelli AFC                                                  | Parc y Scarlets (Llanelli)                 |                                            |
| Modèle:Haure | Alan Bull 51e |       | 15e 60e Rhys Griffiths · 20e Craig Moses · 64e Chris Venables | Spectateurs : 1 719 Arbitrage : Mark Petch | Spectateurs : 1 719 Arbitrage : Mark Petch |
| Modèle:Haure | (Rapport)     |       |                                                               | Spectateurs : 1 719 Arbitrage : Mark Petch | Spectateurs : 1 719 Arbitrage : Mark Petch |

| Bangor City | Llanelli |

| BANGOR CITY    |    |                  |     |     |
|                |    |                  |     |     |
| GB             | 1  | Paul Smith       |     |     |
| DF             | 2  | Peter Hoy        | 70e |     |
| DF             | 3  | Chris Roberts    | 66e |     |
| DF             | 4  | Dave Morley      | 71e |     |
| DF             | 5  | Darren Moss      |     |     |
| MT             | 6  | Clive Williams   |     | 62e |
| AT             | 7  | Nicky Ward       |     |     |
| MT             | 11 | Chris Jones      |     | 75e |
| AT             | 16 | Les Davies       |     |     |
| AT             | 17 | Alan Bull        |     | 75e |
| DF             | 8  | Michael Johnston |     |     |
| Remplaçants    |    |                  |     |     |
| MT             | 12 | Mark Smyth       | 77e | 62e |
| MT             | 15 | Eddie Jebb       |     | 75e |
| MT             | 9  | Sion Edwards     |     | 75e |
| AT             |    | Michael Jukes    |     |     |
| GB             |    | Chris Oldfield   |     |     |
| Entraîneur     |    |                  |     |     |
| Neville Powell |    |                  |     |     |

| LLANELLI:   |    |                    |  |     |
|             |    |                    |  |     |
| GB          | 1  | Ashley Morris      |  |     |
| DF          | 2  | Kris Thomas        |  |     |
| DF          | 3  | Chris Venables     |  |     |
| DF          | 4  | Stuart Jones       |  |     |
| DF          | 5  | Wyn Thomas         |  |     |
| MT          | 6  | Jason Bowen        |  | 74e |
| MT          | 7  | Antonio Corbisiero |  |     |
| AT          | 9  | Rhys Griffiths     |  |     |
| MT          | 16 | Chris Holloway     |  |     |
| AT          | 17 | Craig Moses        |  |     |
| DF          | 8  | Ashley Evans       |  |     |
| Remplaçants |    |                    |  |     |
| MT          | 12 | Jordan Follows     |  | 74e |
| MT          | 15 | Andy Legg          |  |     |
| GB          | 13 | Craig Richards     |  |     |
| AT          |    | Adam Orme          |  |     |
| DF          |    | Martyn Giles       |  |     |
| Entraîneur  |    |                    |  |     |
| Andy Legg   |    |                    |  |     |